# Eupithecia grisea
Eupithecia grisea är en fjärilsart som beskrevs av Barend J. Lempke 1969. Eupithecia grisea ingår i släktet Eupithecia och familjen mätare. Inga underarter finns listade i Catalogue of Life.